# Cârna
Cârna è un comune della Romania di 1 558 abitanti, ubicato nel distretto di Dolj, nella regione storica dell'Oltenia.